# 馬金鈴
馬金鈴（英語：Margarita Ma，1935年5月9日—）， 原名：馬潔靈，藝名：「馬金鈴」或「夏娃」，籍貫：廣東省佛山，香港出生，她的父親是音樂家馬根，就讀德貞小學，13 歲已當童星，在「新亞書院」作旁聽生，拍攝百多齣電影，1953 年改投 「永華影業公司」，拍攝國語電影。1960年與李鳳聲等朋友創辦 「六六影業公司」 拍攝創業作《兩代恩情》(1953年12月)。20世紀60 年代的文化大革命後，移居美國定居至今。20世紀80年代曾當選美國「紐約中美國際獅子會」的創會會長。
馬金鈴曾在1954年 到臺灣省觀光及參加蔣介石的總統就職典禮，1954年6月8日(星期二)中午12時30分與男影星唐迪從臺北飛返香港。
馬金鈴與新加坡「萬國娛樂公司」的陳珠瑞經理在1957年7月31日(星期三)早上聯袂飛往新加坡，然後先到該公司轄下的「大華戲院」，參予周曼華領隊的「香港銀星影人劇團」，與周曼華、丹妮、李曼萍、范丹、徐力、谷峰、李嵐、葉菁等演員，合演《黃金萬兩》、《處女的心》、《喜臨門》、《採茶姑娘》、《啞子背瘋》、《佳偶天成》及《清宮怨》等國語話劇，演罷轉赴馬來西亞各埠巡迴演出三個月才回香港。
六十年代有報章曾報導馬金鈴的丈夫是馬熹,在香港當過戲劇演員，曾參演國語電影《大兒女經》(1955年1月，飾演顏虎兒)，但馬金玲九十年代在香港受訪時否認,她在美國結婚的丈夫姓雷,育有一女。

## 外部連結
- 香港電影資料館有關馬金鈴(夏娃)參演電影的記錄[永久]
- 香港影庫：馬金鈴(夏娃) （页面存档备份，存于）
- 馬金鈴(夏娃)的影像片斷 （页面存档备份，存于）
- 馬金鈴(夏娃)演唱粵曲的片斷 （页面存档备份，存于）